# Anthidium crassidens
Anthidium crassidens là một loài Hymenoptera trong họ Megachilidae. Loài này được Cameron mô tả khoa học năm 1905.